# Feodor Theilheimer
Feodor Theilheimer (* 18. Juni 1909 in Gunzenhausen; † 24. Dezember 2000 in Chevy Chase, Maryland) war ein deutsch-US-amerikanischer Mathematiker.

## Leben und Wirken
Theilheimer wurde als jüngstes Kind einer jüdischen Familie geboren. Sein Vater Gustav Theilheimer war ein erfolgreicher Vieh- und Hopfenhändler in Gunzenhausen. Nach dem Besuch einer Realschule in Gunzenhausen und einer Oberrealschule in Nürnberg ging er 1928 nach Litauen, um dort an der Telsche Jeschiwa in Telšiai (deutsch: Telsche(n) oder Telschi) zu studieren. Diese berühmte rabbinische Hochschule stand damals unter der Leitung von Rabbiner Yosef Leib Bloch und war für ihr Bildungskonzept und ihr hohes Unterrichtsniveau bekannt. Nach drei Jahren in Telšiai kehrte er 1931 nach Deutschland zurück, um das Rabbinerseminar zu Berlin (nach ihrem Gründer Esriel Hildesheimer auch Hildesheimer’sches Rabbinerseminar genannt) zu besuchen. Dieses 1873 gegründete Seminar bildete Rabbiner in der Tradition des orthodoxen Judentums aus. Er verbrachte nur ein Jahr an diesem Seminar, bevor er 1932 an die Friedrich-Wilhelms-Universität zu Berlin wechselte, um Mathematik zu studieren. Zu seinen Professoren gehörten Ludwig Bieberbach, Erhard Schmidt, Richard von Mises und Issai Schur. Nach der Machtübernahme durch die Nationalsozialisten verschlechterten sich die Studienbedingungen für jüdische Studenten zunehmend. Theilheimer konnte jedoch sein Studium fortsetzen. Er besuchte in Vorbereitung seiner Doktorarbeit speziell Kurse von Erhard Schmidt und Issai Schur, der, obwohl er Jude war, zunächst aufgrund des sogenannten Frontkämpferprivilegs eingeschränkt Lehrveranstaltungen durchführen konnte.
Trotz dieser für Schur und seinen Schüler demütigenden Situation reichte Theilheimer seine Dissertationsschrift Ein Beitrag zur Theorie der charakteristischen Invarianten ein und wurde 1936 promoviert. Er war einer der letzten jüdischen Wissenschaftler, die in Berlin promovieren konnten.
Nach seiner Promotion unterrichtete Theilheimer ein Jahr lang an einer Schule in Berlin. Sein Bruder, der seit 1935 in den USA lebte, ermöglichte ihm 1937 die Einreise in die Vereinigten Staaten. Zunächst konnte er keine seiner Qualifikation entsprechende Tätigkeit finden. Daher unterrichtete er von 1937 bis 1941 als Privatlehrer in St. Louis, wohin er von einer Organisation für jüdische Flüchtlinge geschickt worden war. Anschließend konnte er auf dem Gebiet der angewandten Mathematik arbeiten. Er besuchte mehrere Tagungen und wurde im akademischen Jahr 1941/1942 Fellow im „Program of Advanced Research and Instruction in Mechanics“ an der Brown University in Providence, Rhode Island. Im September 1942 erhielt er eine Stelle als Dozent für Mathematik am Trinity College in Hartford, Connecticut. 1943 wurde er Mitglied der American Mathematical Society. Sein Arbeitsgebiet wurde die Aerodynamik. 1946 wurde er zum Assistant Professor am Trinity College ernannt. Seine Tätigkeit in Hartford wurde im ersten Halbjahr 1946 unterbrochen, da er eine Einladung zum Studienaufenthalt am Institute for Advanced Study in Princeton, New Jersey angenommen hatte.
Im Jahr 1948 wurde er Mitarbeiter des Naval Ordnance Laboratory, das eine wichtige militärische Forschungseinrichtung der United States Navy war. Bis zu seiner Pensionierung im Jahr 1977 beschäftigte er sich in verschiedenen Zweigstellen der US Navy hauptsächlich mit Schiffsdesign und -konstruktion, wobei mit der sich entwickelnden Computertechnik zunehmend Hochleistungsrechner eingesetzt wurden.
Nach seiner Pensionierung lehrte Theilheimer bis 1983 Mathematik an der University of Maryland. Er war seit 1948 mit der aus Hochspeyer stammenden Henriette Rubel verheiratet. Sie hatten eine Tochter.
Neben seiner Mitgliedschaft in der American Mathematical Society war er Mitglied der Society for Industrial and Applied Mathematics, der Association for Computing Machinery und von Sigma Xi.

## Schriften (Auswahl)
- Feodor Theilheimer: Ein Beitrag zur Theorie der charakteristischen Invarianten. In: Mathematische Zeitschrift. Band 41, 1936, S. 451–464, doi:10.1007/BF01180434.
- Feodor Theilheimer: The Influence of Sweep on the Span Wise Lift Distribution of Wings. In: Journal of the Aeronautic Sciences. Band 10, Nr. 3, 1943, S. 101, doi:10.2514/8.11000.
- Feodor Theilheimer, William Starkweather: The fairing of ship lines on a high-speed computer. In: Mathematics of Computation. Band 15, 1961, S. 338–355.
- Feodor Theilheimer: A matrix version of the fast Fourier transform. In: IEEE Transactions on Audio and Electroacoustics. Band 17, Nr. 2, 1969, S. 158–161, doi:10.1109/TAU.1969.1162031.